# Andrzej Bielak
Andrzej  Bielak (ur. 13 lipca 1951 w Krakowie) – polski artysta, jubiler i złotnik.

## Życiorys
Urodził się 13 lipca 1951 r. w Krakowie. Mieszka i pracuje w Krakowie. Dyplom uzyskał w  1975 r. na Wydziale Mechanicznym Politechniki Krakowskiej. Od 1978 r. projektuje i wytwarza biżuterię Członek założyciel i Prezes Stowarzyszenia Twórców Form Złotniczych w latach 1991-2011. Od 1987 r.  jest członkiem Cechu Złotników Krakowskich. Współorganizator i juror wielu wystaw i konkursów biżuterii w Polsce.Od 2002 r. jest właścicielem galerii BIELAK w Krakowie.
Prace jego autorstwa znajdują się  w zbiorach:
- Muzeum Miedzi w Legnicy (od 1997)
- Muzeum Sztuki Złotniczej w Kazimierzu Dolnym n/ Wisłą (od 1998)
- Muzeum w Gliwicach (od 2000)
- Muzeum Okręgowe w Sandomierzu (od 2004)
- Kolekcja M. Kwiatkiewicz, YES (od 2005)
- Muzeum Bursztynu w Gdańsku (od 2005)
- Muzeum Klasztoru Paulinów na Skałce (od 2008)
- Międzynarodowej Kolekcji Współczesnej Sztuki Złotniczej, Galeria Sztuki Legnica (od 2013)

## Wystawy indywidualne
- 2008 - „30 lat z biżuterią, brosze”, Galeria w Teatrze Współczesnym, Warszawa / Galeria Yes Poznań
- 2008 - „30 lat z biżuterią, pierścionki” targi ZSC, Warszawa
- 1985 - DESA - Kasprowy, Zakopane
- 1985 -„L’art. de la Mer”, Ile de Noirmoutier, Salorges, Francja
- 1985 – „Otwarcie” - Galeria Bielak, Kraków
- 1985 - „Ruchomości” - Galeria Bielak, Kraków
- 1984 - Galeria - IA, Kraków
- 1983 - DESA, Kraków

## Wystawy zbiorowe krajowe
- 2015 - "XXV STFZ", wystawa jubileuszowa, Galeria Sztuki, Legnica
- 2015 - „25 na 25. Biżuteria czasu wolności”, Galeria Sztuki, Legnica
- 2014 - „Przyjęcie urodzinowe 2” Galeria Sztuki Legnica
- 2011 - Ogólnopolski Konkurs  Biżuterii Autorskiej Krzemień Pasiasty Kamień Optymizmu – Sandomierz
- 2011 - „Z archiwum XX” - Legnica
- 2010 - “Rzadszy niż diament”, Legnica
- 2009 - Tete-a tete, Galeria Corner, Legnica
- 2007 - „Magiczna i Industrialna" - współczesna polska biżuteria artystyczna, Muzeum Mazowieckie w Płocku
- 2007 - „Brylant – Brylart” Galeria Yes, Poznań
- 2007 - Nasz Bursztyn – STFZ” Galeria w Teatrze – Warszawa
- 2007 - „Stomachion” – Galeria Skarbiec, Kraków
- 2006 - „Wybór 06” , Warszawa
- 2006 - „Ćwierć”, Galeria Yes, Poznań
- 2006 - „XV” STFZ 1991 – 2006, Galeria Sztuki Legnica / Targi ZSC Warszawa / Galeria Bielak, Kraków,
- 2005 - Wystawa Złotników Krakowskich, Galeria Skarbiec, Kraków
- 2005 - „Sen nocy letniej” wystawa – pokaz mody i biżuterii
- 2005 - Galeria Camelot, Kraków
- 2005 - „Prezentacje 2005” Warszawa
- 2004 - III Sandomierskie Warsztaty Złotnicze, Sandomierz
- 2004 - „Prezentacje „2004” Warszawa
- 1999 - „Biżuteria jak muzyka” – Galeria M Bożeny Marki, Warszawa
- 1999 - „Biżuteria autorska” Galeria ZPAP Sukiennice,Kraków
- 1999 - „Prezentacje 2002” Warszawa
- 1999 - „Krąg”, Galeria Sztuki w Legnicy
- 1999 - „Birthday Party” Galeria Sztuki w Legnicy
- 1998 - "Amberif Design Award ‘98", Gdańsk
- 1998 - Retrospektywa” – Galeria Yes, Poznań
- 1998 - „Biżuteria idealna” – Galeria Milano, Warszawa
- 1997 - "Mercurius Gedenense" - Amberif '97, Gdańsk
- 1996 - „Srebra stołowe... i nie tylko” /poza konkursem/, Legnica
- 1994 - „Camelot 1112” - Ogólnopolski Konkurs Biżuterii Artystycznej /poza konkursem/,Kraków
- 1993 - „Prezentacje” - Galeria Nowy Świat, Warszawa
- 1993 - VII OPFZ „Srebro'92” - PGSz, Legnica / Galeria Skarbiec Kraków
- 1992 - Wystawa Członków STFZ „Otwarcie” - Galeria 32,Warszawa
- 1992 - Pokaz Biżuterii, Wrocław
- 1992 - „Przestrzeń” - PGSz, Legnica / Galeria 32,Warszawa / Galeria Camelot, Kraków
- 1991 - VI OPFZ „Srebro'90” - BWA, Legnica/ Stara Kordegarda Warszawa / Stawski Gallery, Kraków
- 1991 - „Wystawa Biżuterii Członków Założycieli STFZ” - Galeria ART, Warszawa
- 1991 - VIII Krajowa Wystawa Srebra ART.„TOP 20” - Black Gallery, Kraków
- 1990 - VII Krajowa Wystawa Srebra Artystycznego „TOP 20” - Black Gallery, Kraków
- 1989 - VI Krajowa Wystawa Srebra Artystycznego „TOP 20” - Black Gallery, Kraków
- 1989 - V OPFZ „Srebro'88” - BWA, Legnica
- 1989 - „Interart'89” - Galeria A, Poznań
- 1989 - „Srebro” - Galeria Mirage,Kraków
- 1988 - „Srebro i Tkanina” - BWA, Legnica; BWA, Koszalin
- 1988 - „III Wystawa Biżuterii Unikatowej” - Salon Sztuki PSP, Kraków
- 1988 - „Ogólnopolski Przegląd Wyrobów Złotniczych”, Sopot
- 1988 - „Kolor” - BWA, Legnica / BWA Jelenia Góra
- 1988 - V Krajowa Wystawa Srebra Artystycznego „TOP 20” - Black Gallery, Kraków
- 1987 - IV Ogólnopolski Przegląd Form Złotniczych „Srebro ‘86” BWA, Legnica
- 1987 - ”Srebro Unikatowe” - Salon Sztuki PSP, Kraków
- 1987 - „Style, Tendencje, Kierunki” 1983-87 - BWA, Legnica
- 1987 - IV Krajowa Wystawa Srebra Artystycznego„TOP 20” - Black Gallery,Kraków
- 1987 - „II Wystawa Biżuterii Unikatowej” - Salon Sztuki PSP, Kraków
- 1986 - „Ona i On” - BWA, Legnica/ BWA, Sandomierz/ BWA Zielona Góra
- 1986 - „Białe i Czarne” - BWA, Legnica
- 1986 - „Moda i Srebro” - Galeria Plastyka, Kraków
- 1986 - III Krajowa Wystawa Srebra Artystycznego „TOP 20” - Black Gallery, Kraków
- 1983 - Wystawa Koła Złotników - Black Gallery, Kraków
- 1983 - „Wystawa Biżuterii Srebrnej” - Galeria Gołogórski & Rostworowski, Kraków
- 1982 - Wystawa Koła Złotników – ZPAP, Galeria ART, Kraków
- 1980 – 1988 - coroczne Wystawy Srebra – Imago Artis, Kraków

## Wystawy zbiorowe za granicą
- 2008 - „Horror Vacui” Niemcy
- 2005 - „Design Podium” Inhorgenta, Monachium (Niemcy)
- 2005 - Contemporary Polish Jewellery, Galeria Flow, Londyn (Wielka Brytania)
- 2005 - Art Silesia Presents – Arte Contemporanea Argento, Florencja (Włochy)
- 2005 - Designed in Poland, Berlin / Hamburg (Niemcy)
- 2005 - Współczesna polska sztuka złotnicza, - Wuppertal (Niemcy), Praga (Czechy)
- 1997 - "Ars Ornata Europeana" – Strasbourg (Francja)
- 1997 - "Wybór '97" - "Choice '97" - Strasbourg, Francja; Galeria Sztuki Złotniczej - Wrocław
- 1997 - „XII Silbertriennale” - Hanau (Niemcy)
- 1997 - „Srebrne Fascynacje”, Muzeum Polskie w Chicago (USA)
- 1997 - „Design Podium” Inhorgenta, Monachium (Niemcy)
- 1997 - „Współczesna Polska Sztuka Złotnicza” Getynga / Lipsk / Monachium (Niemcy) / Belgrad (Serbia) / Uppsala (Szwecja)
- 1996 - „XI Silbertriennale” - Hanau (Niemcy)
- 1995 - "Priestory duse" /"Soul's Spaces"/      Ars Ornata Europeana Bratislava 95' (Słowacja)
- 1993 - Silver Artistic Jewelry” - Polish Museum of America
- 1992 - „X Silbertriennale” – Hanau (Niemcy)
- 1990 - „Srebro z Polski” - Ronneby (Szwecja)
- 1988 - „Style, Tendencje, Kierunki” – Tallin (Estonia) / Ryga (Łotwa) / Moskwa; Leningrad (Rosja)
- 1988 - „Polskie Srebro” - Moskwa (Rosja)

## Nagrody i wyróżnienia (wybór)
- 2007 - Klejnot Polskiej Biżuterii - II nagroda
- 2002 - Konkurs na upominek „Orlen, Legnica - II nagroda
- 2002 – „Prezentacje 2002” Warszawa - I Nagroda
- 2002 - Nagroda im. „Małgorzaty Muldner Nieckowskiej”

## Odznaczenia
- Srebrna odznaka za zasługi w rzemiośle
- Złota odznaka za zasługi w rzemiośle
- Honorowa Odznaka Rzemiosła
- Srebrny Medal im. Jana Kilińskiego
- Złota Odznaka STO
- Złotnik Roku 2011
- Medal św. Eligiusza